# 凱旋宮
凱旋宮（羅馬化：Triumf-Palas）為俄羅斯莫斯科一幢公寓大廈。

## 历史
2005年建成。2003年12月它的尖顶被装上后高264.1公尺，其取代法蘭克福的商業銀行大廈成為歐洲最高的摩天樓。不过这是因为出于该高楼的设计它48.3米高的尖顶被算入高楼的结构，而商業銀行大廈的尖顶不算入高楼的结构。假如高楼的尖顶不算入高楼的高度的话凱旋宮是欧洲第三高的高楼。
这幢高楼共有54层楼，分九个翼，每个翼有其自己的入口处。每个翼之间只有最下五层互相相通。从第十层到第37层是公寓。整个高楼的总使用面积为168,000平方米。
凱旋宮的尖顶分八个部分，共3000个部件，它是通过直升飞机在六天内组装起来的，它的外皮是700平方米不锈钢，总重量为52吨。
从建筑风格上凱旋宮与1950年代约瑟夫·斯大林建造的莫斯科七姐妹类似，因此也被非官方地称为“第八个妹妹”。